# Cornelia Anken
Cornelia Anken (ur. 13 października 1967 we Frankfurcie nad Menem) – niemiecka pisarka, tworząca głównie kryminały, opowiadania i thrillery.
Studiowała germanistykę, etnologię i archeologię na Johann Wolfgang Goethe-Universität, gdzie pracuje po dziś dzień. W 1991 wygrała Junges Literaturforum Hessen-Thüringen.

## Twórczość
- Dinge, die Männer tun. Journal Frankfurt 2/2002: 28-31.
- Narrenspiele. Presse und Verlagsgesellschaft m.b.H., Frankfurt 2002
- Nach zwölf Jahren, in: Stöppler, K.-M. (Hg) (2004): Tatorte Hessen. Societäts-Verlag, Frankfurt, S. 13-34.
- Der liebe Gott und die Nachbarn. In Ruske, L. (Hg.): Tatorte Hessen kulinarisch. Societäts-Verlag, Frankfurt 2006, S. 25-41.
- Josie und Arnold, in: Ruske, L. (Hg.): Tatorte Hessen hochprozentig. Societäts-Verlag, Frankfurt 2008, 6-25.
- Before Better Roads – Geschichten vom Straßenrand. BoD 2008.
- Im Himmel mit Elvis. In Stecay, A. (Hg.) Frankfurter Morde. Wellhöfer-Verlag, Mannheim 2009, 66-75.
- Rückblende, in: Zimmermann, M., Jöst, S. (Hg.): Wie werde ich Witwe? ViaTerra-Verlag, Aarbergen, 9-19.
- Leonora Timms und die Verlorenen Kinder, ViaTerra-Verlag, Aarbergen 2010, ISBN 978-3-941970-02-1